# Neoplocaederus lymphaticus
Neoplocaederus lymphaticus là một loài bọ cánh cứng trong họ Cerambycidae.